# ReBoot : le code du gardien
ReBoot
ReBoot : le code du gardien  (ReBoot: The Guardian Code) est une série télévisée canadienne créée par Michael Hefferon, il s'agit à la fois d'une suite et d'un remake mêlant images de synthèse et prises de vue réelles de la version de 1994 en images de synthèse (3D)  ReBoot et diffusée à l'international depuis le 30 mars 2018 sur Netflix au Canada plus tard en 2018 sur YTV.

## Synopsis
Quatre adolescents férus de technologie affutent leur talents en jouant les super-héros et en relevant des missions secrètes dans le cyberespace pour sauver la planète.

## Distribution

### Acteurs principaux
- Ty Wood (VFB : Quentin Minon) : Austin Carter[4], alias « Vector »
- Sydney Scotia (de) (VFB : Julie Basecqz) : Tamra[4], alias « Enigma »
- Ajay Parikh-Friese (VFB : Ilyas Mettioui) : Parker[4], alias « Googz »
- Gabriel Darku (VFB : Maxime Van Santfoort) : Trey Davies[4], alias « D-Frag »
- Hannah Vandenbygaart (VFB : Sophie Frison) : V. E. R. A.
- Bob Frazer (VFB : Lionel Bourguet) : le Hacker
- Timothy E. Brummund : Megabyte (voix)
- Shirley Miller : Hexadecimal (voix)

Version francophone belge
- Société de doublage : Chinkel Belgique
- Direction artistique : Marianne Rosier
- Adaptation des dialogues : Solenn Maneschau

## Épisodes

### Première saison (2018)
La saison a été mise en ligne le 30 mars 2018 sur Netflix.
1. Activation (Activation)
2. Résurrection (Resurrection)
3. titre français inconnu (Fortress Command)
4. Catastrophe (Catastrophic)
5. Découvertes (Discoveries)
6. Sauvetage émotionnel (Emotional Rescue)
7. Jour de match (Game Day)
8. Intelligence artificielle (Artificial Intelligence)
9. Tempête de données (Datastorm)
10. Mainframe tout puissant (Mainframe Mayhem)

### Deuxième saison (2018)
La saison a été mise en ligne le 28 septembre 2018 sur Netflix.Retiré (Mars 2019)
1. Interférences sur le réseau (Network Interference)
2. L'armée de zombies (Zombie Army)
3. Les abeilles rebelles (Bee-Ware)
4. Gare au buzz (Share Scare)
5. Confusion nucléaire (Nuclear Confusion)
6. De mal en pis (Double Trouble)
7. Mégaviral (Mega-Viral)
8. Échappées belles (Great Escapes)
9. Usurpation d'identité (Identity Theft)
10. Le trou noir (Black Hole)